# Підводні човни типу «Одін»
Підводні човни типу «Одін» (англ. Odin-class submarine) — клас військових кораблів із 9 підводних човнів, що випускалися британськими суднобудівельними компаніями з 1926 по 1928 роки. Субмарини цього типу входили до складу Королівського військово-морського флоту Великої Британії та брали активну участь у боях Другої світової війни. Прототипом цього типу човнів став «Оберон», на основі якого були випущені для потреб австралійського Королівського флоту два човни, проте, через складну економічну ситуацію в домініоні їх передали до підводних сил британських ВМС, а наступні шість човнів, модернізованої серії будували вже цілеспрямовано для Королівських ВМС Британії.
На основі проєктів цих човнів за замовленням ВМС Чилі у 1929 році з невеликими змінами в конструкції побудували три наступні субмарини, які належать до типу «Капітан О'Браян».

## Підводні човни типу «Одін»
Позначення

### Підводні човни 1-ї партії
| Корабель | Номер вимпелу | Виготовлювач            | Закладено       | Спущено         | У строю        | Статус                                                                      |
| -------- | ------------- | ----------------------- | --------------- | --------------- | -------------- | --------------------------------------------------------------------------- |
| «Оберон» | P21           | Chatham Dockyard, Чатем | 22 березня 1924 | 24 вересня 1926 | 24 серпня 1927 | 5 липня 1944 року списаний зі складу флоту; розібраний на брухт у 1945 році |

### Підводні човни 2-ї серії (підтип «Окслі»)
| Корабель | Номер вимпелу | Виготовлювач                          | Закладено      | Спущено         | У строю        | Статус |
| -------- | ------------- | ------------------------------------- | -------------- | --------------- | -------------- | --- |
| «Отвей»  | N51           | Vickers-Armstrongs, Барроу-ін-Фернесс | 24 серпня 1925 | 7 вересня 1926  | 9 вересня 1927 | 24 серпня 1945 року списаний зі складу флоту; розібраний на брухт у вересні 1945 року                                                                                         |
| «Окслі»  | 55P           | Vickers-Armstrongs, Барроу-ін-Фернесс | 24 серпня 1925 | 29 вересня 1926 | 1 квітня 1927  | 10 вересня 1939 року потоплений у наслідок «дружнього вогню»: підводний човен «Тритон» залпом трьома торпедами знищив субмарину неподалік від норвезького узбережжя Ругаланна |

### Підводні човни 3-ї серії (підтип «Одін»)
| Корабель  | Номер вимпелу | Виготовлювач                             | Закладено      | Спущено        | У строю         | Статус |
| --------- | ------------- | ---------------------------------------- | -------------- | -------------- | --------------- | --- |
| «Одін»    | N84           | Chatham Dockyard, Чатем                  | 23 липня 1927  | 5 травня 1928  | 21 грудня 1929  | 14 червня 1940 року потоплений італійськими есмінцями «Страле» та «Балено» у затоці Таранто                                           |
| «Олімпус» | N35           | William Beardmore and Company, Клайдбанк | 14 квітня 1927 | 11 грудня 1928 | 14 червня 1930  | 8 травня 1942 року (орієнтовно) підірвався на мінному полі в Середземному морі поблизу Мальти                                         |
| «Орфеус»  | N46           | William Beardmore and Company, Клайдбанк | 14 квітня 1927 | 26 лютого 1929 | 23 вересня 1930 | Ймовірно 19 червня 1940 року потоплений глибинними бомбами італійського есмінця «Турбіне» у Середземному морі північніше Тобрука      |
| «Осіріс»  | N67           | Vickers-Armstrongs, Барроу-ін-Фернесс    | 12 травня 1927 | 19 травня 1928 | 25 січня 1929   | у вересні 1945 року списаний зі складу флоту; проданий на металобрухт та в 1946 році розібраний у Дурбані (ПАС)                       |
| «Освальд» | N58           | Vickers-Armstrongs, Барроу-ін-Фернесс    | 30 травня 1927 | 19 червня 1928 | 1 травня 1929   | 1 серпня 1940 року протаранений та потоплений італійським есмінцем «Уголіно Вівальді» у Середземному морі південніше мису Спартівенто |
| «Отус»    | N92           | Vickers-Armstrongs, Барроу-ін-Фернесс    | 31 травня 1927 | 31 серпня 1928 | 5 липня 1929    | у вересні 1946 року затоплений неподалік від Дурбана                                                                                  |